# WLRN
WLRN ist eine Public Radio Station für das südliche Florida mit Sitz in Miami. Die Station gehört den Miami-Dade County Public Schools und ist Mitglied des National Public Radio (NPR). WRLN sendet auf UKW 91,3 MHz.
Sendungen wie die Morning Edition, All Things Considered und die Weekend Edition werden aus Washington, D.C. übernommen. Zudem ist WLRN Affiliate von Public Radio International und überträgt u. a. The Takeaway und The World, Nachts wird der BBC World Service übernommen.

## Geschichte
WLRN ging 1948 als nichtkommerzielle Station des School Board of Dade County auf Sendung. 1962 startete WLRN-TV. Nach eigenen Angaben erreichen die Dienste von WRLN über eine Million Menschen in South Florida pro Woche. Die Programme werden von Palm Beach bis Key West gesehen und gehört.